# Беклешовы
Беклешовы — древний дворянский род.

## Происхождение
Происходит от древней благородной фамилии. Степан Семёнович Беклешов записан в списке дворян и детей боярских с поместным окладом (1619). Беклешов Иван Фёдорович пожалован (10 октября 1686) вотчиной в Псковском уезде за участие в войне с Турцией и Крымом (1673). Беклешовы служили российскому престолу дворянские службы в знатных чинах и жалованы поместьями.

## Описание герба
Щит разделен перпендикулярно на две части, из них в правой части, в голубом поле, изображены три золотые звезды, две вверху и одна внизу, а в левой части, в красном поле, — серебряная башня, пронзенная мечом.
На щите дворянский коронованный шлем. Нашлемник: голубь, а по сторонам его — две цветочные ветви. Намёт на щите голубой, подложенный золотом. Щитодержатели: воин в латах и журавль, имеющий в лапе камень.

## Известные представители
- Андрей Богданович Беклешов (1707 - 1760/68) — капитан-лейтенант российского флота, женат на Анне Юрьевне Голенищевой-Кутузовой[1].
  - Николай Андреевич Беклешов (1741—1822) — сенатор, псковский губернатор (1798—1800).
    - Платон Николаевич Беклешов (1792—1861) — тайный советник и камергер.
    - Беклешова Наталья Николаевна — фрейлина († 1850).

  - Александр Андреевич Беклешов (1743/45—1808) — российский государственный и военный деятель.
  - Алексей Андреевич Беклешов (1746—1823) — генерал-лейтенант, кавалер ордена Святого Георгия 4-й степени (№ 1088, 26 ноября 1794).
  - Сергей Андреевич Беклешов (1752—1803) — генерал-лейтенант, кавалер ордена Святого Георгия 4-й степени (№ 1134 (563), 1 января 1795), Архангельский (1802) и Николаевский военный губернатор (1803)
    - Николай Сергеевич Беклешов (1789—1859) — полковник, участник Отечественной войны 1812 года, псковский губернский предводитель дворянства.

- Беклешов, Николай Алексеевич (1825—1903) — председатель Псковской губернской земской управы, Островский уездный предводитель дворянства (1886—1888).

- Пётр Николаевич Беклешов (1795/96 — после 1858) — в 1831-33 гг. псковский полицмейстер; жена — Александра Ивановна Осипова.
  - Леонид Петрович Беклешов (1837—1894)
    - Леонид Леонидович Беклешов (1863—1911) — действительный статский советник, Островский уездный предводитель дворянства
      - Беклешов, Леонид Леонидович (1887 — после 1920) — эсер, делегат Всероссийского Учредительного собрания, член ВЦИК.